# (283) Emma
(283) Emma est un astéroïde de la ceinture principale découvert par Auguste Charlois le 8 février 1889.

## Satellite
(283) Emma possède un satellite, découvert le 14 juillet 2003 par le télescope Keck II. Sa désignation provisoire est S/2003 (283) 1 et son diamètre est estimé à 12 km.